# Nothura
Genre
Nothura est un genre comprenant quatre espèces d'oiseaux d'Amérique du Sud appartenant à la famille des Tinamidae.

## Liste des espèces
D'après la classification de référence (version 15.1, 2025) du Congrès ornithologique international (ordre phylogénique) :
- Nothura boraquira (Spix, 1825) — Tinamou boraquira ;
- Nothura minor (Spix, 1825) — Petit Tinamou ;
- Nothura darwinii Gray, GR, 1867 — Tinamou de Darwin ;
- Nothura maculosa (Temminck, 1815) — Tinamou tacheté.